# ウィネッカ (イリノイ州)
ウィネッカ（Winnetka）は、アメリカ合衆国イリノイ州のクック郡にある村。人口は1万2475人（2020年）。シカゴの北30キロメートルに位置している。

## 概要
シカゴ都市圏の代表的な高級住宅街である。2020年アメリカ合衆国国勢調査によれば、平均世帯収入は25万ドルを超えており、全米でも最高水準である。
名称はアメリカ先住民の言葉に由来している。意味は「美しい所」である。1869年に村として法人化した。村の条例によって静かな環境を維持しており、ショッピングモールや高層住宅などは存在しない。村の人口は1930年以降ほとんど変化していない。

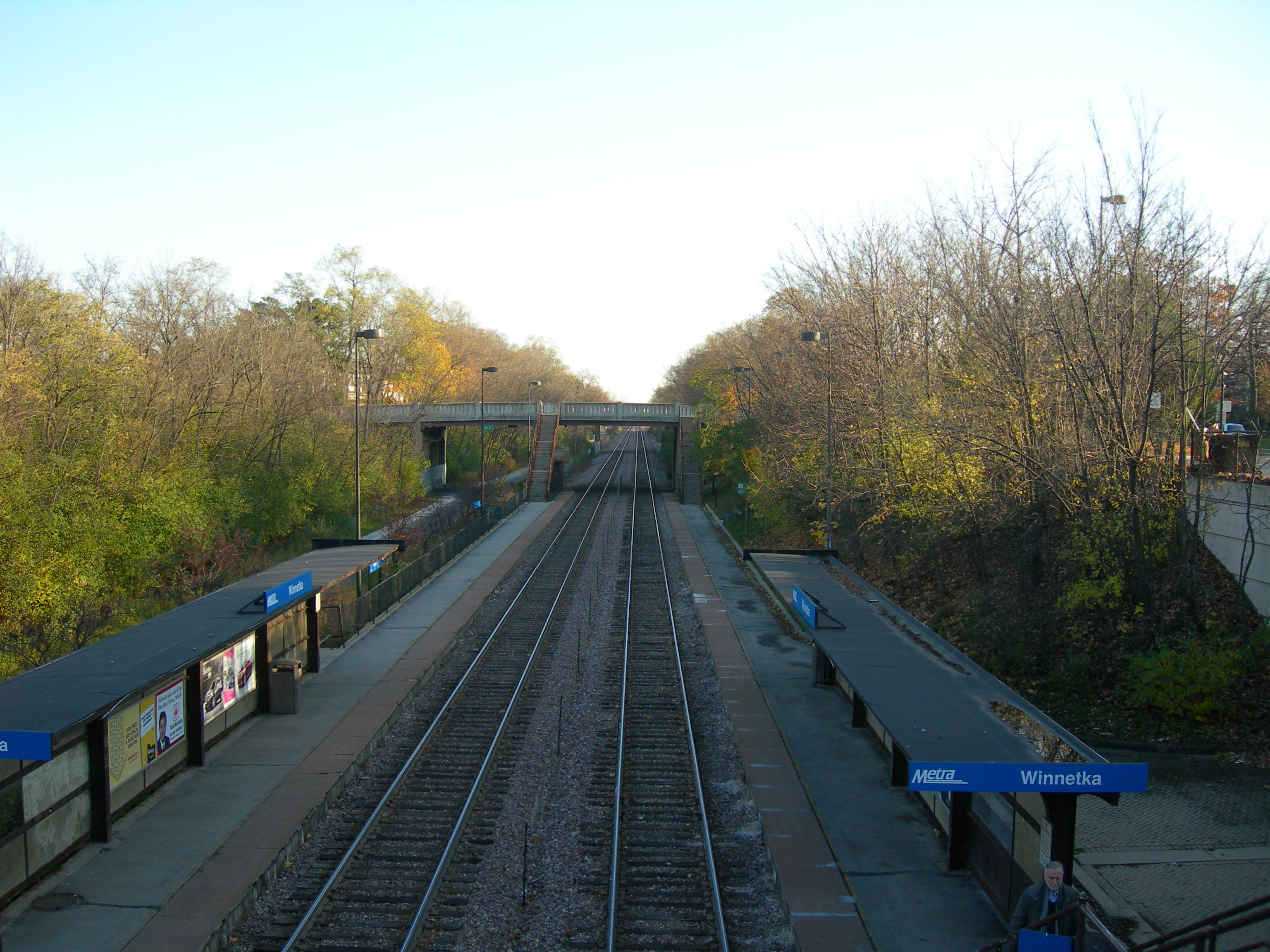
メトラ ウィネッカ駅